# DESY (Teilchenbeschleuniger)

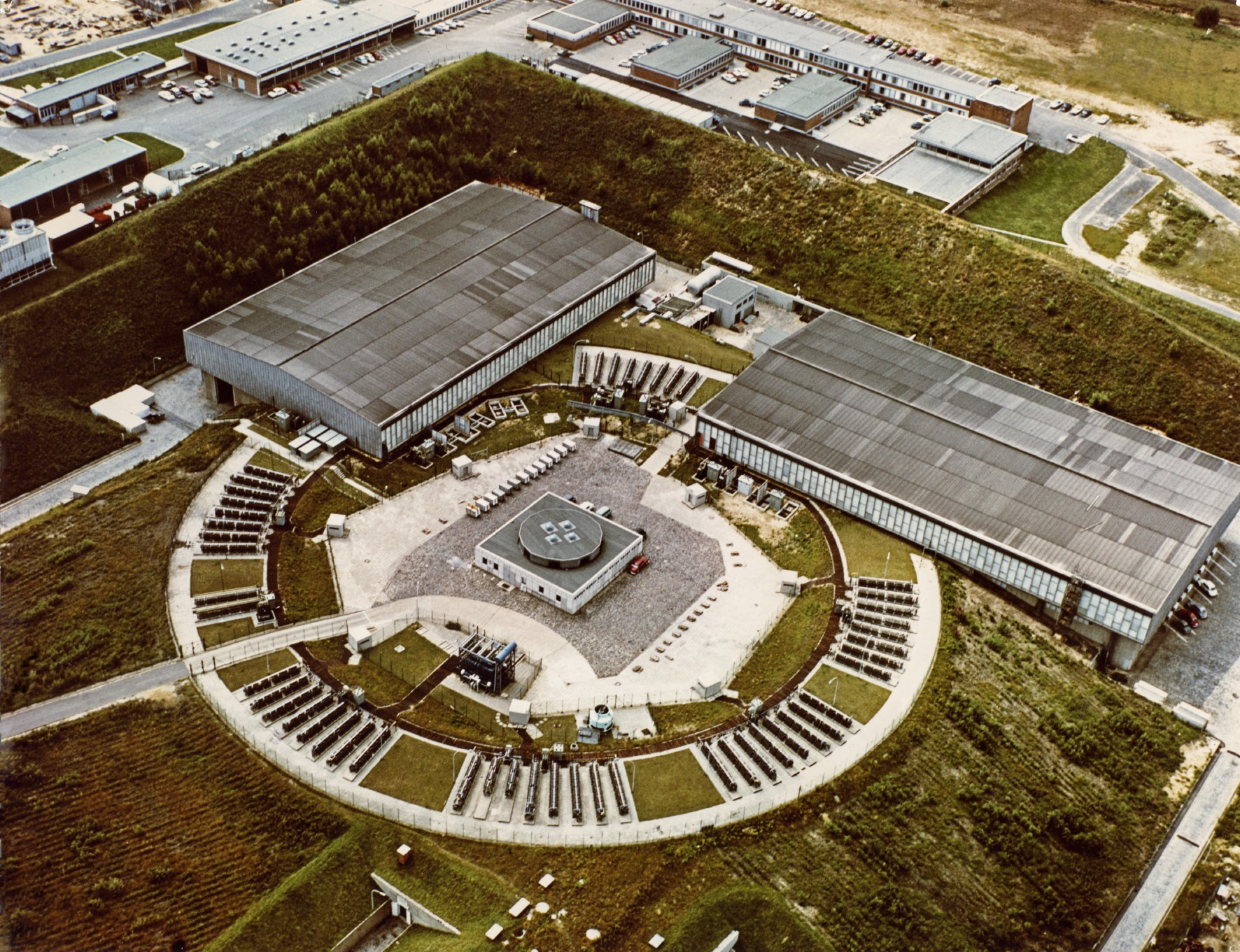
Der erste Teilchenbeschleuniger bei DESY, das Synchrotron mit 300 m Umfang, im Jahr 1965

Das Elektronen-Synchrotron DESY (Deutsches Elektronen-Synchrotron) war der erste Teilchenbeschleuniger des Forschungszentrums DESY in Hamburg, der dem Zentrum seinen Namen gab. Zwischen 1964 und 1978 diente die Anlage der Teilchenphysikforschung, anschließend als Vorbeschleuniger für andere Beschleunigeranlagen bei DESY.
Der Bau des Ringbeschleunigers begann im Jahr 1960. Mit einem Umfang von 300 m war das Synchrotron zu dieser Zeit die weltweit größte Anlage ihrer Art, sie konnte Elektronen auf 7,4 GeV beschleunigen. Am 25. Februar 1964 wurden erstmals Elektronen im Synchrotron beschleunigt, im Mai 1964 wurden die Forschungsarbeiten an Elementarteilchen aufgenommen. Die durchgeführten Experimente waren Strahl-Target-Experimente, bei denen die Elektronenstrahlen auf ruhende Ziele („Targets“) gelenkt wurden.

## Forschung am DESY-Synchrotron
Internationale Aufmerksamkeit erregte DESY zum ersten Mal 1966 mit seinem Beitrag zur Prüfung der Quantenelektrodynamik. Die am DESY-Synchrotron gewonnenen Ergebnisse bestätigten diese Theorie. Als Weltpremiere gelang am DESY-Beschleuniger 1966 auch die Produktion von Proton-Antiproton-Paaren mit Hilfe energiereicher Strahlung. Zudem konnten Protonen sehr genau durchleuchtet werden, wobei sich herausstellte, dass diese keinen festen Kern besitzen. Im folgenden Jahrzehnt etablierte sich DESY als Kompetenzzentrum für Entwicklung und Betrieb von Teilchenbeschleunigeranlagen.
Auch die Forschung mit Photonen begann am Forschungszentrum 1964, indem die beim Beschleunigen von Elektronen im DESY-Beschleuniger als Nebeneffekt auftretende Synchrotronstrahlung für Messungen genutzt wurde.

## Vorbeschleuniger und Testanlage
Die Teilchenphysikexperimente am ursprünglichen DESY-Synchrotron liefen bis 1978. Mehrfach umgebaut und erneuert diente es danach als Vorbeschleuniger für die größeren Beschleunigeranlagen des Forschungszentrums, ab 1973 schon für den Speicherring DORIS, ab 1978 hauptsächlich für PETRA. Nach einem grundlegenden Umbau zum Protonen-Synchrotron DESY III ging die Anlage 1987 zusammen mit dem neu gebauten Elektronen-Synchrotron DESY II als Vorbeschleuniger für HERA wieder in Betrieb. Mit der Abschaltung von HERA im Jahr 2007 wurde das Protonen-Synchrotron DESY III nach 43 Betriebsjahren ebenfalls außer Betrieb genommen.
Das Elektronen-Synchrotron DESY II dient heute noch als Vorbeschleuniger für die Synchrotronstrahlungsquelle PETRA III sowie als Teststrahlanlage mit drei Strahlführungen, die von Forschungsgruppen weltweit genutzt wird, um Detektorkomponenten zu prüfen.